# 더 블라인드
더 블라인드는 대한민국의 3인조 시각장애인 음악 그룹이다. 2014년 1집 앨범 [The Blind Side]로 데뷔했다.

## 음반
- The Blind Side (2014)
- Christmas With You (2014)
- Mine (2015)
- 썼다 지웠다 (2016)
- 자살 예방 캠페인 앨범 (끝나지 않은 이야기) (2017)
- 자살 예방 캠페인 앨범 (SO ME) (2017)
- 오늘도 (2018)